# 郭征夫
郭征夫（1928年1月—），笔名貌愚，男，汉族，黑龙江望奎人，中华人民共和国政治人物、书法家，曾任中国书法家协会理事。